# آرامگاه شیخ ابراهیم
آرامگاه شیخ ابراهیم مربوط به سده‌های متاخر دوران‌های تاریخی پس از اسلام است و در شهرستان کهگیلویه، بخش لنده، دهستان طیبی گرمسیری شمالی، روستای مال شیخ واقع شده و این اثر در تاریخ ۱۸ شهریور ۱۳۸۷ با شمارهٔ ثبت ۲۳۳۴۴ به‌عنوان یکی از آثار ملی ایران به ثبت رسیده است.